# Shanghai World Financial Center
Shanghai World Financial Center (kin. 上海环球金融中心, hrv. Šangajski svjetski trgovinski centar, akronim: SWFC) je zgrada namijenjena različitim namjenama koja se nalazi u kineskom gradu Šangaju. U njoj se nalaze poslovni uredi, hoteli, sobe za konferencije, osmatračnice za promatranje grada te trgovački centri u prizemlju.
Hotelski dio zgrade, Park Hyatt Shanghai, sadrži 174 sobe i apartmana. Oni okupiraju prostore od 79. do 93. kata, čime je to bio najveći hotel na svijetu, nadmašivši hotel Grand Hyatt Shanghai koji se nalazi u susjednoj zgradi Jin Mao Tower te zauzima prostor od 53. do 87. kata.
Međutim, zgrada je taj rekord "držala" do 2010. kada je u Hong Kongu službeno otvoren neboder International Commerce Centre sa 118 katova. Hotelski lanac Ritz-Carlton je na posljednjih 15 katova otvorio svoj hotel.
14. rujna 2007. izgrađen je neboder visok 492 metra te postao druga najveća zgrada (ne građevina) na svijetu te najveća građevina u NR Kini, uključujući i Hong Kong.
28. kolovoza 2008., Shanghai World Financial Center službeno je otvoren za poslovne svrhe, a dva dana kasnije, na vrhu je otvorena najviša osmatračnica na svijetu koja ima mogućnost pogleda na grad na čak tri razine. Najveća razina s koje se može promatrati Šangaj je ona s 474 metra. Svojom visinom, šangajska osmatračnica nadmašila je i onu emiratsku smještenu u zgradi Burj Khalifa.
SWFC je hvaljen zbog svog dizajna a arhitekti su mu dodijelili nagradu za Najbolji neboder dovršen 2008.

## Povijest
Šangajski neboder je dizajnirao Kohn Pedersen Fox, a njegova izgradnja izvorno je planirana za 1997. Međutim, radovi su privremeno prekinuti zbog azijske financijske krize krajem 1990-ih, a kasnije je zgrada podvrgnuta dizajnerskim promjenama. Izgradnju zgrade financiralo je nekoliko multinacionalnih korporacija, uključujući kineske, hongkonške i japanske banke kao i neimenovane američke i europske investitore. Naručitelj cijelog projekta bila je tvrtka Mori Building Co. za koju je američka investicijska banka Morgan Stanley koordinirala financiranje.

## Izgradnja
Kamen temeljac položen je 27. kolovoza 1997. Tokom kasnih 1990-ih, građevinska korporacija Pierre de Smet Building Corporation trenutno je prekinula s gradnjom zbog posljedica uzrokovanih azijskom financijskom krizom.
13. veljače 2003. naručitelj Mori Group povećao je izgradnju visine zgrade na 492 metra (101 kat). Time je bitno povećan temeljni nacrt koji je obuhvaćao visinu od 460 metara (94 kata). Za izgradnju "nove zgrade" kao temelj je korišten originalni dizajn. Građevinski radovi nastavljeni su 16. studenog 2003.
14. rujna 2007. zgrada je nakon instalacije čelićnih nosača dosegla svoju konačnu visinu od 492 metra. Staklene fasadne ploče postavljene su sredinom lipnja 2008. dok je instalacija lift-sustava dovršena sredinom srpnja 2008.
17. srpnja 2008. Shanghai World Financial Center je završen dok je službeno otvoren 28. kolovoza 2008. 30. kolovoza iste godine za javnost je otvorena osmatračnica na vrhu nebodera.
U SWFC je 14. kolovoza 2007. izbio požar koji je primjećen na 40. katu u 16:30 po lokalnom vremenu. Uskoro se izvan zgrade primijetio gusti dim. U 17:45 po šangajskom vremenu, požar je ugašen. Službeno je objavljeno da je visina štete mala te da nitko nije ozlijeđen. Uzrok požara je nepoznat, ali je prema nekim izvorima prelimenarne istrage naslućeno je da su požar izazvale električne instalacije.

## Arhitektura
Najistaknutiji dizajnerski dio na zgradi je "otvor" na njenom vrhu. Originalni dizajn obuhvaća kružni otvor, promjera 46 metara, kako bi se smanjilo naprezanje od tlaka kojeg uzrokuje vjetar. Također, takav dizajn bio je vezan i uz kinesku mitologiju, gdje bi zgrada predstavljala zemlju, a krug na njoj nebo.
Međutim, ovaj početni dizajn bio je suočen s prosvjedima stanovništva, uključujući i šangajskog gradonačelnika, koji je smatrao da je krug koji bi se trebao nalaziti na vrhu zgrade previše sličan izlazećem suncu na japanskoj zastavi.
Glavni arhitekt, Kohn Pedersen Fox tada je predložio izgradnju mosta na dnu kruga koji bi tada bio manje cirkularan. 18. listopada 2005. Pedersen Fox je naručitelju Mori Building Co. donio novi dizajn gdje je kružni otvor zamijenjen otvorom oblika trapeza na vrhu tornja. Tako je kontroverzni dizajn promijenjen, ali je i izgradnja samim time bila jeftinija i jednostavnija.
Neki promatrači Shanghai World Financial Center vide kao divovski otvarač za boce. Metalna replika zgrade može se kupiti u gift shopu u observatorija zgrade.
Zgrada ima tri observatorija. Najniži observatorij nalazi se na 94. katu i visini od 423 m (kin. 观光大厅), drugi se nalazi na 439 metara i nalazi se na 97. katu te ima naziv "Observatorijski most" (kin. 观光天桥). Najviši observatorij (kin. 观光天阁) se nalazi na 100. katu, odnosno 474 metra visine. Cijene ulaznica kreće se od 100 RMB za 94. kat, sve do 150 RMB za pristup na sva tr observatorija.
Neboder je visok 492 m te je privremeno zajedno s krovom privremeno bio najviša zgrada na svijetu. Prije nego što je nastavljena izgradnja krova, bilo je planirano da zgrada bude visoka 509,2 m. Time bi zgrada premašila tajvanski Taipei 101 te postala najviša građevina na svijetu. Međutim, zbog visinskih ograničenja, to nije moglo biti realizirano, tako da je današnja max. visina zgrade zajedno s krovom 492 m. Shanghai World Financial Center ima površinu od 381.600 m2 te 91 dizalo.

## Nagrade
Shanghai World Financial Center su arhitekti proglasili najboljim izgrađenim neboderom u 2008. a dobitnik je i Nagrade za najbolju visoku građevinu u Aziji i Australaziji koje mu je dodijelilo Vijeće za visoke građevine i urbane zgrade. Carol Willis, čelnik Skyscraper Museuma u New Yorku je o SWFI izjavio: "Jednostavnost njegovog oblika kao i veličine, dramatizira ideju o neboderu." Arhitekt Tim Johnson je o inovativnom projektu konstrukcije rekao: "Čelićne rešetke su postavljene kako bi se zgrada mogla oduprijeti silama vjetra i potresu te one čine zgradu laganijom, a korišteni čelik je pridonio održivosti zgrade." Johnson je općenito o šangajskom neboderu izjavio da je "zgrada ništa manje od genija".

## Vanjske poveznice
- Projekt SWFC glavnog arhitekta K. P. Foxa  Arhivirana inačica izvorne stranice od 4. svibnja 2015. (Wayback Machine)
- Naručitelj Mori Building Co. i njegov dio projekta o SWFC  Arhivirana inačica izvorne stranice od 28. travnja 2010. (Wayback Machine)
- Skyscraperpage.com
- Constructalia.com  Arhivirana inačica izvorne stranice od 14. kolovoza 2011. (Wayback Machine)
- Najveće zgrade na svijetu  Arhivirana inačica izvorne stranice od 12. travnja 2010. (Wayback Machine)